# Kambere Shabani
Kambere Shabani es un deportista congoleño que compitió en judo. Ganó una medalla de bronce en los Juegos Panafricanos de 2011, en la categoría de –100 kg.

## Palmarés internacional
| Juegos Panafricanos | Juegos Panafricanos | Juegos Panafricanos | Juegos Panafricanos |
| Año                 | Lugar               | Medalla             | Categoría           |
| ------------------- | ------------------- | ------------------- | ------------------- |
| 2011                | Maputo (Mozambique) | Medalla de bronce   | –100 kg             |